# Хассо фон Ведель-Шифельбайн
Ха́ссо фон Ве́дель-Шифельба́йн (нем. Hasso von Wedel-Schivelbein) по прозвищу «Хассо Старый» (нем. Hasso der Alte; умер примерно в 1352/54 годах) — войт-бейливик и судебный пристав Ноймарка.

## Биография
Хассо фон Ведель — сын померанского (поморского) придворного маршала Ведего фон Веделя (нем. Wedego von Wedel) из прусско-померанской дворянской семьи фон Ведель, которого он сменил в 1324 году на посту владельца и правителя Шивельбайна. Тридцать лет спустя на этом посту его сменил несовершеннолетний сын — Ганс фон Шифельбайн.

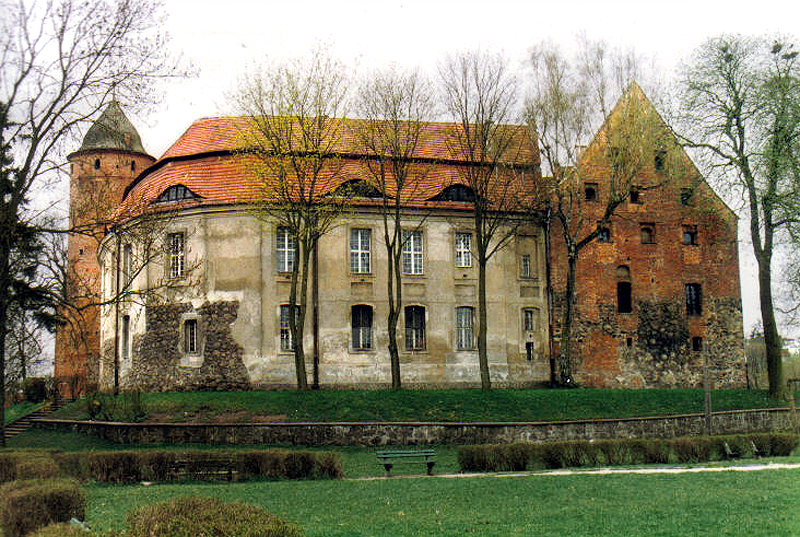
Родовой замок Шифельбайн

В качестве лорда Шифельбайн (нем. lord Schivelbein), он развил обширную строительную деятельность: расширил ворота, в 1338 году построил церковь св. Марии, выложил замковую мельницу, поднял городскую стену и таким образом обеспечил «порядок и мир в то время, когда повсюду господствовали междоусобицы и грабежи». Однако, как и везде, городские советы (нем. StadtRat), — которыми в отсутствие Хассо управляли выборные люди на общественных началах «амптеслюден» (нем. amptesluden), — стремились к независимости. В 1338 году Хассо фон Ведель разрешил городскому совету действовать согласованиям на запрет экспорта зерна, изданный его чиновниками в его отсутствие, лишь с одобрения обеих сторон — совета и городского лорда.
Хассо фон Ведель, которого фон Шульц называл «главой дворянства Ноймарка», упоминался в 1327-м и 1347-м годах в качестве фогта Ноймарка. В сентябре 1345 года вместе с графом Ульрихом II фон Линдов (нем. Graf Ulrich II. von Lindow) представлял маркграфа Людвига (нем. Ludwig der Brandenburger) в берлинском парламенте. В рамках спора со Лжевальдемаром, которому временами симпатизировал, был совладельцем окружного бейливика на севере Ноймарка вместе с Хассо фон Ведель-Пользином и более поздним стюардом Хассо фон Ведель-Фалькенбургом в 1348 году.